# Roger Marette
Pour les articles homonymes, voir Marette.
Roger Marette, né le 13 juin 1952 à Hennebont (Morbihan), est un footballeur français.

## Biographie
Après des débuts à l'US Hennebont dont son père est président, Roger Marette entre au FC Lorient en cadet en 1968. Il dispute la demi-finale de Coupe Gambardella et devient stagiaire professionnel à 18 ans, comme inter gauche. En novembre 1970 il est sélectionné avec les juniors de la Ligue de l'Ouest. Cet électricien de formation effectue comme ses coéquipiers les entraînements du soir qui suivent des journées de travail. Cantonné au statut « promotionnel », Roger Marette doit lutter pour obtenir sa licence et prétendre ensuite au statut professionnel. Il multiplie ainsi les « petits boulots » tel que vendeur d'articles de sport à Hennebont et barman d'un bar-PMU à Kervignac. En août 1972 il est sélectionné en équipe de Bretagne lors d'un match face à une sélection écossaise emmenée par Alex Ferguson. Il reste au FCL jusqu'en 1977, avec un quart de finale de la Coupe de France la dernière année. Cette première période lorientaise restera comme le plus beau souvenir de sa carrière comme il le dira lors d'une interview au journal Le Télégramme le 20 avril 2009 : «C'est de ma première période lorientaise que je garde les meilleurs souvenirs. Il y avait une super ambiance dans le groupe. On était tout le temps ensemble, pour aller à la pêche ou aux champignons... Tous les déplacements se faisaient en car et au retour, qu'on ait gagné ou perdu, on chantait».
Il rejoint ensuite le Stade lavallois de Michel Le Milinaire en Division 1 pendant deux saisons et l'US Orléans. Avec l'équipe de Loiret il se hisse en finale de la Coupe de France 1980 pendant laquelle Marette a l'infortune d'être le dixième finaliste à marquer contre son camp, et la fortune d'être le premier à rattraper sa bévue en remettant les deux équipes à égalité.
Il joue ensuite une saison à l'AS Béziers. Marette revient ensuite à Lorient pour y finir son aventure footballistique en 1983. Vice-champion de France de Division 4 en 1984, avec Christian Gourcuff comme entraineur, il est champion du groupe Ouest de Division 3 1984-1985.  Le club retrouvera la Division 2 en 1985 et Roger Marette termine sa carrière avec les Merlus en 1987. En plus de ses qualités humaines reconnues : humilité, sens de l'amitié, solidarité, Roger Marette était réputé pour son excellente vision du jeu, sa patte gauche et ses terribles coups francs qui faisaient se taire les spectateurs du vélodrome lorientais.
Il entraîne ensuite l'équipe réserve du FC Lorient pendant deux ans, puis Kervignac pendant six ans et l'US Hennebont pendant trois saisons. Aujourd'hui, il est patron de café du bar-tabac Le Surcouf à Lorient. Un retour aux sources pour ce pensionnaire du Moustoir.

## Palmarès
- Finaliste de la Coupe de France 1980 avec l'US Orléans
- Vice-champion de France de Division 4 en 1984 avec le CSFC Lorient.
- Champion du groupe Ouest de Division 3 1985 avec le FC Lorient

## Sources
- Georges Cadiou : Les grands noms du football breton, Éditions Alan Sutton (1er juin 2006).
- Jacques Ferran et Jean Cornu - Football 1979, Les Cahiers de l'Équipe, 1978. cf. page 104.
- Le journal du FC Lorient n°12, 17 février 2007 (FC Lorient-Toulouse), rubrique : Que deviennent-ils ? page 7.